# Falconara Marittima
Falconara Marittima település Olaszországban, Marche régióban, Ancona megyében. Lakosainak száma 25 530 fő (2023. január 1.). Falconara Marittima Ancona, Camerata Picena, Montemarciano és Chiaravalle községekkel határos.

## Népesség
A település lakossága az elmúlt években az alábbi módon változott:
| Lakosok száma | 26 331 | 26 063 | 25 530 |
|               | 2017   | 2018   | 2023   |